# Albert Arnheiter
Albert Stephan Arnheiter (20 de julio de 1890-26 de abril de 1945) fue un deportista alemán que compitió en remo. Participó en los Juegos Olímpicos de Estocolmo 1912, obteniendo una medalla de oro en la prueba de cuatro con timonel.

## Palmarés internacional
| Juegos Olímpicos | Juegos Olímpicos   | Juegos Olímpicos | Juegos Olímpicos   |
| Año              | Lugar              | Medalla          | Prueba             |
| ---------------- | ------------------ | ---------------- | ------------------ |
| 1912             | Estocolmo (Suecia) | Medalla de oro   | Cuatro con timonel |